# Hrabstwo Perry (Pensylwania)
Perry – hrabstwo w stanie Pensylwania w USA. Populacja liczy 45969 mieszkańców (stan według spisu z 2010 roku).
Powierzchnia hrabstwa to 1440 km² (w tym 5 km² stanowią wody). Gęstość zaludnienia wynosi 32,0 osoby/km².

## Miejscowości

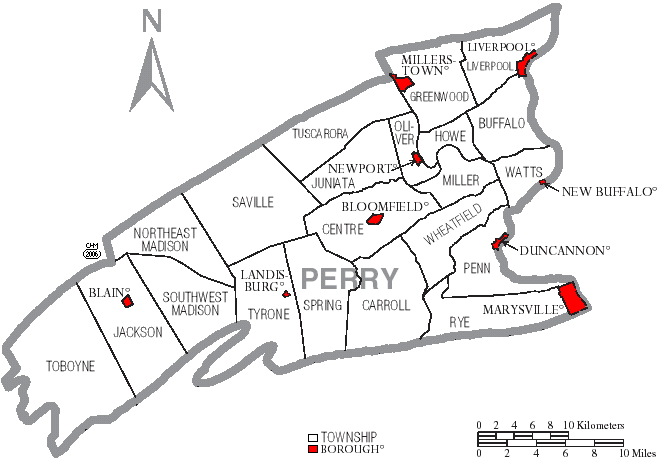
Rozmieszczenie miast i Broughs na mapie hrabstwa

### Boroughs
| - Blain - Duncannon - Landisburg | - Liverpool - Marysville - Millerstown | - Bloomfield - New Buffalo - Newport |